# 海伦·格雷
海伦·格雷（英語：Helen Gray，1956年10月19日—），澳大利亚女子游泳运动员，主攻自由泳。她曾代表澳大利亚参加1970年英联邦运动会游泳比赛，获得女子800米自由泳银牌。